# サミア (メナンドロス)
『サミア』（希: Σαμία, Samia）は、古代ギリシアの作家メナンドロスによるギリシア喜劇の1つ。『サモスの女』とも。
アテナイの富裕老人デーメアスとその愛人であるサモス島出身の遊女クリューシス、そして彼の養子モスキオーン、隣人である老人ニーケーラトスとその娘プランゴーン。老人2人が旅行に行っている間、モスキオーンとプランゴーンが祭で性交渉を行い、生まれた子供はクリューシスが引き取り、モスキオーンとプランゴーンの2人は結婚することになった。そこに事情を知らない老人2人が帰ってきて、誤解から様々な騒動が起き、それが解決されていく様が描かれる。
題名の「サミア」（サモスの女）とは、作中のサモス島出身の遊女クリューシスにちなむ。
欠損が激しい。上演年代は紀元前314年頃と推定される。

## 日本語訳
- 『ギリシア喜劇全集5』 岩波書店、2009年
- 『ギリシア喜劇全集2』 人文書院、1961年